# موتونو، چیبا
موتونو، چیبا (به لاتین: Motono) یک منطقهٔ مسکونی در ژاپن است که در کانتو واقع شده‌است. موتونو ۹٬۰۵۵ نفر جمعیت دارد.